# Étienne Pierre Ventenat
Étienne-Pierre Ventenat (Limoges, 1 de março de 1757 — Paris, 13 de agosto de 1808) foi um professor de botânica francês, botânico e bibliotecário do Pantheon de Paris e responsável pelos jardins do Castelo de Malmaison.

## Biografia

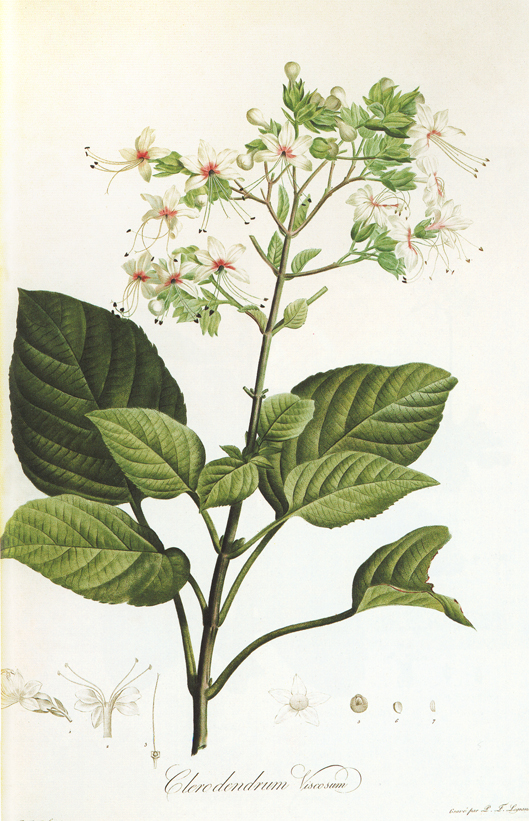
Uma das gravuras da obra de Ventenat.

Étienne Pierre Ventenat ingressou cedo na vida religiosa, tomando ordens sacras. Com grande talento para os estudos, foi, ainda muito jovem, nomeado director da biblioteca eclesiástica de Sainte-Geneviève.
No decurso de uma viagem à Grã-Bretanha descobriu a beleza e a arte dos jardins ingleses e apaixonou-se pela botânica. Com grande entusiasmo pela ciência, aproveitando o advento da Revolução Francesa, abandona o estado clerical e inicia um percurso inteiramente dedicado ao estudo das plantas e à jardinagem.
A sua primeira obra de vultou surgiu da colaboração com Charles Louis L'Héritier de Brutelle (1746-1800), com o qual prepara e publica em 1792 uma obra intitulada Dissertation sur les parties des Mousses qui étaient regardées comme fleurs mâles et comme fleurs femelles e uma Mémoire sur les meilleurs moyens de distinguer le calice de la corolle.
Em 1794, publicou a obra Principes de botanique, expliqués au Lycée républicain par Ventenat (Sallior, Paris, ano III do calendário revolucionário). Nessa obra as pranchetas mostrando as plantas foram desenhadas e gravadas por Sophie Dupuis. Apesar de ser um bom trabalho, ainda assim Ventenat considera a obra como demasiado medíocre e tenta adquirir a totalidade da edição com o fito de a destruir.
A 13 de Dezembro de 1795 (22 frimaire do ano IV do calendário revolucionário) foi eleito residente de 1.ª classe do Institut National des Sciences et des Arts, a instituição que precedeu a Académie des Sciences de França, integrado na Secção de Botânica e Física Vegetal.
A sua obra Tableau du règne végétal selon la méthode de Jussieu, editado por J. Drisonnier, Paris, em quatro volumes, no ano VII (1798), é na realidade uma tradução da obra Genera plantarum de Antoine-Laurent de Jussieu (1748-1836), mas que ele completou com a inclusão de indicações sobre o uso das plantas descritas e a sua história, sendo por esta via um dos pioneiros da etnobotânica.
Contudo, o que definitivamente o lançou como um dos botânicos franceses de maior nomeada foi a publicação de duas obras magnificamente ilustradas: Description des plantes nouvelles et peu connues, cultivées dans le jardin de J.-M. Cels (Tipografia de Crapelet, Paris, ano VIII – 1799) e Jardin de La Malmaison (Tipografia de Crapelet, Paris, ano XI – 1803).
As excelentes ilustrações de ambas as obras foram executadas por Pierre-Joseph Redouté (1759-1840) e gravadas por François Noël Sellier (1737-?), este último em colaboração com outros gravadores na realização da segunda obra.
A obra Jardin de La Malmaison foi executada por encomenda de Joséphine de Beauharnais (1763-1814), que queria imortalizar as plantas raras, trazidas de todas as regiões da Terra e algumas desconhecidas dos botânicos do tempo,  que ela tinha feito plantar nos jardins e estufas do Castelo de Malmaison. Para isso, contratou o melhor ilustrador da época, Pierre Joseph Redouté, e confiou a Ventenat a parte botânica. A obra foi executada em 20 fascículos.
Coube a Ventenat concluir a obra Histoire des champignons de la France, ou Traité élémentaire, renfermant dans un ordre méthodique les descriptions et les figures des champignons qui croissent naturellement, en France (Leblanc, Paris, três volumes, 1812) começado por Pierre Bulliard (1742-1793). Deixou inacabada uma Flore de la région parisienne.
O seu irmão Louis Ventenat (1765-1794), participou como capelão e naturalista na expedição chefiada por Antoine Bruny d'Entrecasteaux (1737-1793) que foi enviada a procurar Jean-François de La Pérouse (1741-1788).

## Publicações
- Principes de botanique : expliqués au Lycée républicain 1792
- Ventenat, Étienne-Pierre (1799). Tableau du règne végétal, selon la méthode de Jussieu 3 vols. (em francês). Paris: J. Drisonnier
  - Vol. I Discours sur l'étude de la botanique p. i, Dictionaire de botanique p. 1, Nomenclature méthodique p. 579
  - Vol. II Acotylédones p. 1, Monocotylédones p. 75, Dicotylédones p. 225
  - Vol. III Dicotylédones (continued: Class 12 Polypetales onwards) Schema p. 139
- Description des plantes nouvelles et peu connues, cultivées dans le jardin de J.-M. Cels, 1799
- Choix de plantes : dont la plupart sont cultivées dans le jardin de Cels 1803
- Ventenat, É. P (1803–1804). Jardin de la Malmaison 2 vols. (em francês). Paris: Crapelet
- Decas Generum Novorum, 1808.